# نادي ديبورتيفو إيلا نغيما
نادي ديبورتيفو إيلا نغويما (بالإنجليزية: CD Elá Nguema)‏ نادي كرة قدم غيني استوائي يلعب في دوري الدرجة الممتازة. يقع مقر النادي في مدينة مالابو وفاز ببطولة الدوري ثمان مرات متتالية بين عامي 1984 و1991.